# Hexa-1,5-diène
Le 1,5-hexadiène est un composé organique de formule semi-développée CH2=CH-CH2-CH2-CH=CH2. Il appartient au groupe des diènes.

## Production
Le 1,5-hexadiène peut être produit à partir de la réaction en phase gazeuse entre le propène et le 3-bromopropène. Une autre possibilité consiste en la réaction oxydante en phase gazeuse  entre deux molécules de propène avec du peroxyde d'hydrogène, H2O2 :
{\displaystyle \mathrm {2\ H_{2}C{=}CH{-}CH_{2}\ {\xrightarrow[{H_{2}O_{2}}]{630^{\circ }C}}\ \ C_{6}H_{10}} }

## Usage
Le 1,5-hexadiène peut être utilisé pour la synthèse d'autres dérivés de l'hexane. Cela inclut, par exemple, la synthèse de l'1,6-hexanediol, qui peut être préparé par hydroboration de l'1,5-hexadiène, et celle des 1,6-halogénohexanes par réaction d'addition anti-Markovnikov avec l'halogénure d'hydrogène correspondant.